# Уолтон, Нэт
Ната́ньел Уо́лтон (англ. Nathaniel Walton), более известный как Нэт Уо́лтон (англ. Nat Walton; 28 мая 1867 — 3 марта 1930) — английский футболист, изначально выступавший на позиции инсайда, а в конце своей карьеры ставший вратарём. Наиболее известен по выступлениям за футбольный клуб «Блэкберн Роверс», а также за национальную сборную Англии.

## Футбольная карьера
Родился в Престоне (графство Ланкашир), однако детство и юность провёл в Блэкберне. Выступал за юношеские футбольные команды Блэкберна «Инкерман Рейнджерс» и «Блэкберн Империал», а также за клуб «Уиттон». В 1884 году стал игроком «Блэкберн Роверс». На тот момент регулярного чемпионата ещё не существовало, и команды играли в товарищеских и кубковых матчах. Уолтон выступал на позиции нападающего-инсайда. В 1886 году помог команде выиграть Кубок Англии, обыграв в переигровке финального матча «Вест Бромвич Альбион».
15 сентября 1888 года дебютировал в Футбольной лиге в матче против «Аккрингтона», который завершился вничью со счётом 5:5. 22 сентября того же года впервые забил в Футбольной лиге, сделав «дубль» в матче против «Вест Бромвич Альбион». В сезоне 1888/89 Уолтон, выступавший на позиции инсайда, провёл за клуб 25 матчей и забил 11 голов (20 матчей, 10 голов в лиге, 5 матчей и 1 гол в Кубке Англии).
15 марта 1890 года Нэт Уолтон провёл свою единственную игру за национальную сборную Англии, выйдя на позиции левого инсайда в матче Домашнего чемпионата против сборной Ирландии на стадионе «Баллинафей Парк» в Белфасте, в котором англичане разгромили соперника со счётом 9:1. Авторы голов в том матче достоверно не установлены: согласно некоторым отчётам, Уолтон мог забить в той игре до 3 голов, а мог не забить ни одного.
В 1890 году Уолтон выиграл свой второй Кубок Англии, забив гол в финальном матче против «Уэнсдей».  Год спустя завоевал третью медаль обладателя Кубка Англии, сыграв в победном финале против «Ноттс Каунти».  В 1891 году получил травму колена и долго восстанавливался. В сезоне 1891/92 ему предложили место в воротах резервной команды. После удачно проведённых трёх матчей в качестве вратаря резервистов он был приглашён в основную команду и впоследствии выступал за неё на позиции вратаря.
Уолтон выступал за «Блэкберн Роверс» до 1893 года, сыграв 110 официальных матчей и забив 37 голов.
В мае 1893 года перешёл в клуб «Нельсон», где выступал в качестве вратаря. В 1898 году завершил карьеру игрока.
С 1898 по 1906 год работал в тренерском штабе «Блэкберн Роверс».

## Достижения
«Блэкберн Роверс»
- Обладатель Кубка Англии: 1885/86, 1889/90, 1890/91
- Обладатель Большого кубка Ланкашира: 1895/96

Сборная Англии
- Победитель Домашнего чемпионата Великобритании: 1890 (разделённая победа)

## Смерть
В Рождество 1929 года у Уолтона был инсульт. 25 января 1930 года 62-летний Уолтон, восстанавливающийся от инсульта, пришёл на стадион «Ивуд Парк», чтобы посмотреть матч четвёртого раунда Кубка Англии между «Блэкберн Роверс» и «Эвертоном». Там он встретил Джека Саутворта, с которым ранее вместе играл за «Роверс». Вскоре после этого у него случился второй инсульт (в газетах утверждалось, что из-за перевозбуждения от посещения матча и встречи с Саутвортом), после чего он был парализован, а 3 марта умер.